# Larus thayeri
Il gabbiano di Thayer (Larus thayeri Brooks, WS, 1915) è un uccello della famiglia dei Laridi.

## Sistematica
Larus thayeri non ha sottospecie, è monotipico.

## Distribuzione e habitat
Questo gabbiano vive in Messico e nel sud degli Stati Uniti, dalla California al Texas.